# Zoltán Soós-Ruszka Hradetzky
Zoltán Soós-Ruszka Hradetzky (n. 16 aprilie 1902, Budapesta, Austro-Ungaria – d. 8 iulie 1992, Kansas City, Missouri, SUA) a fost un trăgător de tir ce a reprezentat Ungaria, medaliat olimpic. A participat la o ediție a Jocurilor Olimpice (1932) în care a câștigat o medalie de bronz.